# Peltephilidae
Peltephilidae (що означає «панцирні») — родина броненосців, які на думку деяких вчених жили 57-9 мільйонів років у Південній Америці, але досягнули піку різноманітності наприкінці олігоцену та на початку міоцену на території сучасної Аргентини.

## Поширення
Вони були винятково поширені в Південній Америці через її географічну ізоляцію на той час, будучи однією з багатьох дивних ендемічних родин континенту. Пельтефіліди є одними з найдавніших відомих броненосців , вони відокремилися від решти броненосців у ранньому еоцені 57 мільйонів років тому.